# 벤저민 매켄지
벤저민 매켄지(Benjamin McKenzie, 1978년 9월 12일 ~ )는 벤 매켄지(Ben McKenzie)로 활동하는 미국의 배우이다.

## 출연 작품
- 라이브 - 딘 켈러 역